# Cap Baring
Pour les articles homonymes, voir Baring.
Le cap Baring est un cap du Nord canadien dans les Territoires du Nord-Ouest.

## Géographie
Il s'agit du point le plus à l'ouest de la péninsule de Wollaston sur l'île Victoria dans le golfe d'Amundsen. 

## Histoire
Le cap est le lieu de vie ancestral des Kangiryuarmiut, un sous-groupe d'Inuits du cuivre. 
Il a été nommé en l'honneur de Francis Baring (1er baron Northbrook), premier lord de l'Amirauté. 